# Роби Роџерс
Роберт Хемптон Роџерс III (енгл. Robert Hampton Rogers III; Ранчо Палос Вердес, 12. мај 1987) амерички је бивши фудбалер. Играо је на позицији везног играча и бека, а наступао за репрезентацију САД.
У фебруару 2013. излази из ормара и саопштава да је геј, поставши други фудбалер у Британији који је то учинио, после Џастина Фашануа. Након кратког пензионисања, постао је први аутовани геј мушкарац који се такмичио у МЛС-у када је одиграо свој први меч за ЛА галакси у мају 2013.